# Osby skansar
Osby skansar este o arie protejată (arie specială de conservare — SAC, sit de importanță comunitară — SCI) din Suedia întinsă pe o suprafață de 7 ha, integral pe uscat.

## Localizare
Centrul sitului Osby skansar este situat la coordonatele 56°21′13″N 13°58′18″E / 56.3537°N 13.9716°E.

## Înființare
Situl Osby skansar a fost declarat sit de importanță comunitară în ianuarie 1997 pentru a proteja un număr necunoscut de specii din flora spontană și fauna sălbatică aflate în arealul zonei. Situl a fost protejat și ca arie specială de conservare în martie 2011.

## Biodiversitate
Situată în ecoregiunea continentală, aria protejată conține 2 habitate naturale: Păduri de fag Luzulo-Fagetum, Pajiști uscate europene.
La baza desemnării sitului se află un număr nedeclarat de specii protejate.